# Richardia laeta
Richardia laeta är en tvåvingeart som först beskrevs av Walker 1853.  Richardia laeta ingår i släktet Richardia och familjen Richardiidae. Inga underarter finns listade i Catalogue of Life.